# سوي رين
سوي رين (بالصينية: 崔仁) هو لاعب كرة قدم صيني في مركز الوسط، ولد في 19 يناير 1989 في يانجي في الصين. لعب مع Shanghai Shenxin F.C. ‏.

## وصلات خارجية
- سوي رين على موقع قاعدة بيانات كرة القدم.إي يو (الإنجليزية)
- سوي رين على موقع Soccerway.com (الإنجليزية)